# No Ordinary Time
No Ordinary Time: Franklin and Eleanor Roosevelt: The Home Front in World War II é um livro biográfico e histórico da autora americana e historiadora presidencial, Doris Kearns Goodwin, publicada por Simon & Schuster em 1994.
Baseado em entrevistas com 86 pessoas que as conheciam pessoalmente, o livro narra as vidas do presidente Franklin D. Roosevelt e da primeira-dama Eleanor Roosevelt, focalizando particularmente o período entre 10 de maio de 1940 (O Fim da Chamada "Guerra falsa"). E a morte do presidente Eleanor Roosevelt em 12 de abril de 1945. O título é tirado do discurso que Roosevelt deu na Convenção Nacional Democrata em 1940 na esperança de unificar o Partido Democrático, na época, dividido, o livro foi premiado com o Prêmio Pulitzer de História de 1995.